# Akademie krásných umění (Florencie)
Akademie krásných umění ve Florencii, krátce Akademie (Accademia) nebo též Galerie Akademie (Galleria dell'Accademia), byla první akademií pro malířství v Evropě. Pod záštitou Cosima I. Medicejského byla založena v roce 1563 Giorgiem Vasarim, Agnolem Bronzinim a Bartolomeem Ammanati, třemi z nejvýznamnějších umělců manýrismu. Název Akademie krásných umění ve Florencii (Accademia di Belle Arti Firenze) nese od roku 1784. Svoji působnost započala v kostele Santissima Annunziata. Když se Akademie rozhodla přijmout i první ženu Artemisii Gentileschi (1593–1653), byla to hotová senzace.
Velkovévoda Leopold II. toskánský ustanovil, že by všechny malířské školy ve Florencii měly být sdruženy pod jednou střechou pod vedením Akademie, a že by měly mít galerii s malbami starých mistrů, které by pomáhaly mladým umělcům ve studiu. Tento úkol plní Akademie s příslušnou galerií i dnes, v bývalém konventu a hospici v ulici Via Ricasoli.
Dále rozhodl velkovévoda o tom, že by k uměním, která Akademie podporuje, měla patřit i hudba a restaurátorské umění, takže od té doby je součástí Akademie i konzervatoř Cherubini a Opificio delle Pietre Dure.
V prostorách Akademie stojí Michelangelův David, a to od té doby, kdy sem byl v roce 1873 umístěn do bezpečí z původního stanoviště u Palazzo Vecchio. Jsou tu i jeho Zajatci (Prigioni), původně určení na hrob papeže Julia II. Dále jsou zde Giambologniho originály plastik pro Únos Sabinek, jakož i vynikající malby z Florencie 15. a 16. století. Dalším těžištěm Galerie Akademie je malířství 13. a 14. století. Tímto je tedy jednou z nejvýznamnějších galerií ve Florencii.